# みくに・あやなのモ〜とまらん!
『みくに・あやなのモ〜とまらん!』は、アーティストの下川みくにと声優の笹川亜矢奈がパーソナリティを担当したバラエティ番組。

## 概要
携帯電話を使って視聴するストリーミング放送「パケットラジオ」（パケラジ）のアニメ・声優チャンネルで、2005年11月〜2006年12月までの間に全60回が放送されたが、パケラジのサービス縮小に伴うアニメ・声優チャンネル休止のため、2006年12月25日の最終回をもって終了した。
番組の設定は、「モ〜とま牧場」という架空の牧場で二人が働きながら、牧場主の「ウッシーよしみ（正体不明）」なる人物からの指令にチャレンジしていくというもの。チャレンジする指令は、「ユーザーからのお便りに答える」というラジオ的なものから、「二人がお題に沿った絵を書き、どちらが似ているかユーザーに判定してもらう」というインタラクティブなものまで。
笹川亜矢奈がメイド姿であらゆる現場に乗り込んでレポートする企画、「あやなメイド突撃隊！」は神出鬼没に様々な現場に突撃した。
笹川亜矢奈がアニメ「魔法先生ネギま!」に出演していたり、下川みくにがカバーアルバム「Remember-青春アニソンハウスアルバム-」の中でアニメ「ラブひな」の主題歌「サクラサク」をカバーしている縁で、「魔法先生ネギま！」「ラブひな」の作者・赤松健のスタジオにも突撃している。
赤松健のスタジオの映像、製作過程、アシスタントの面々など、貴重な映像を見ることができた。

## 備考
通常、出演者二人のトークはスタジオで収録された（背景はCG合成）が、番組の節目の回においてはロケが行われたこともある。
- 第38回（2006年7月24日）…放送40回目前を記念した特別企画として、下川みくにのファンクラブイベント「午後のお茶会」会場にて行われた公開収録の模様を放送。
- 第50回（2006年10月16日）…お台場ジョイポリスでアトラクションに挑戦。